# Rebranding
Rebranding is de ontwikkeling van een nieuwe naam, term, logo, vormgeving of een combinatie van deze voor een bestaande merknaam met als doel een ander of nieuw imago te verwerven ten aanzien van de aandeelhouders, klanten en het publiek.
Rebranding kan zowel toegepast worden op nieuwe producten, bestaande producten als op producten die nog in ontwikkeling zijn. Het proces kan het intentioneel gevolg zijn van een gewenste strategische omvorming of het gevolg van externe factoren die het wegwerken van de negatieve impact van een bestaande merknaam vereisen.
De intrinsieke eigenschap van rebranding of naamswijziging is de wijze waarop het een perceptie kan maken. Wanneer een merknaam te veel geassocieerd wordt met negatieve beelden rest enkel een naamswijziging als alternatief om te ontsnappen aan de gevolgen van die negatieve beelden. Een geslaagde rebranding slaagt erin om hetzij de negatieve voorgeschiedenis van een bedrijf weg te gommen uit het collectief geheugen, hetzij een nieuw imago te verbinden met de positieve waarden die de oude bedrijfsnaam opriep bij het publiek.